# Antoine Dupuch

Antoine Dupuch

Antoine-Adolphe Dupuch (* 20. Mai 1800 in Bordeaux, Frankreich; † 11. Juli 1856 ebenda) war ein französischer römisch-katholischer Geistlicher und der erste Bischof von Algier.

## Leben
Antoine Dupuch wurde 1800 in Bordeaux als Sohn des Kaufmanns Jean Dupuch (1752–1811) geboren. Seine Mutter war Lucie (Jenny) Bounin (1775–1810). Schon als Elfjähriger Vollwaise, wurde er von seinem Onkel Jean-Barthélémy Dupuch (1773–1847) und seiner Tante Jeanne (Rosy) Bounin (1777–1852) aufgenommen und aufgezogen. Er besuchte das Institut Liautard in Paris, das spätere Collège Stanislas. Nach dem Abschluss studierte er die Rechte und wurde 1820 in Bordeaux als Anwalt zugelassen. 1822 trat er in das Priesterseminar in Issy bei Paris ein und empfing 1825 in St-Sulpice de Paris das Sakrament der Priesterweihe. Danach war er in verschiedenen seelsorgerischen und karitativen Funktionen in der Erzdiözese Bordeaux tätig. Für seinen Einsatz während der Cholera-Epidemie 1835 wurde er mit dem Kreuz der Ehrenlegion ausgezeichnet. 1836 gründete er ein Waisenhaus.
Am 25. August 1838 wurde Dupuch von Papst Gregor XVI. zum Bischof von Algier ernannt. Er wurde am 13. September präkonisiert und empfing am 28. Oktober in der Kathedrale von Bordeaux durch Erzbischof Donnet die Bischofsweihe; Mitkonsekratoren waren René-François Soyer, Bischof von Luçon, sowie François Lacroix, Bischof von Bayonne. Am 31. Dezember schiffte er sich nach Algerien ein, um sein aus 20.000 Kolonisten und 60.000 Soldaten bestehendes Bistum zu übernehmen.
Antoine Dupuch machte sich mit großem Eifer an den Aufbau einer christlichen Diözese im islamischen Umfeld und holte dazu auch viele Ordensgemeinschaften nach Algerien. 1841 organisierte Dupuch einen Gefangenenaustausch mit dem Emir Abd el-Kader. Bevor aber seine Arbeit Früchte tragen konnte, setzte der finanzielle Ruin seinem Wirken ein Ende. Am 9. Dezember 1845 legte er sein Amt nieder und kehrte nach Europa zurück. 15 Monate lebte er in Turin, von wo aus er sich u. a. für die Freilassung Abd-el-Kaders aus der Haft einsetzte. 1851 für kurze Zeit nach Bordeaux zurückgekehrt, musste Dupuch erneut vor seinen Gläubigern ins Ausland fliehen, diesmal nach Spanien. Erst nachdem der französische Staat die Schulden reguliert hatte, konnte Dupuch wieder in sein Heimatland kommen, wo er 1856 starb. Sein Nachfolger Louis Pavy ließ 1864 Dupuchs sterbliche Überreste nach Algerien holen und in der Kathedrale von Algier beisetzen.

## Werke
- Les petits Savoyards ou Essai sur l’œuvre des petits Savoyards. Faye, Bordeaux 1828, 2. Aufl. 1833.
- L’Algérie chrétienne, romaine et française. Turin 1847.
- Fastes de l’Afrique chretienne. Bordeaux 1849.
- Abd el-Kader au château d’Amboise. Bordeaux 1849.